# Делени (Делени, Васлуј)
Делени (рум. Deleni) насеље је у Румунији у округу Васлуј у општини Делени. Oпштина се налази на надморској висини од 241 m.

## Становништво
Према подацима из 2002. године у насељу је живело 2637 становника, од којих су сви румунске националности.

### Хронологија
| Година       | 1992 | 1993 | 1994 | 1995 | 1996 | 1997 | 1998 | 1999 | 2000 | 2001 | 2002 | 2003 | 2004 | 2005 | 2006 | 2007 | 2008 | 2009 | 2010 | 2011 | 2012 | 2013 | 2014 | 2015 | 2016 | 2017 |
| ------------ | ---- | ---- | ---- | ---- | ---- | ---- | ---- | ---- | ---- | ---- | ---- | ---- | ---- | ---- | ---- | ---- | ---- | ---- | ---- | ---- | ---- | ---- | ---- | ---- | ---- | ---- |
| Становништво | 2465 | 2473 | 2446 | 2440 | 2460 | 2481 | 2506 | 2543 | 2578 | 2584 | 2601 | 2591 | 2564 | 2533 | 2513 | 2512 | 2490 | 2489 | 2478 | 2465 | 2456 | 2427 | 2419 | 2399 | 2370 | 2341 |